# Thamnodynastes longicaudus
Espèce
Thamnodynastes longicaudus  est une espèce de serpents de la famille des Dipsadidae.

## Répartition
Cette espèce est endémique du Sud-Est du Brésil.

## Description
L'holotype de Thamnodynastes longicaudus, un mâle adulte, mesure 574 mm dont 204 mm pour la queue et pesait en vie 15 g. Son corps est très élancé et sa queue longue représentant plus du tiers de la longueur totale. Son dos est gris jaunâtre et présente une discrète ligne médiane composée de taches brun clair s'étendant de la tête jusqu'à la moitié du corps. Sa queue varie du gris jaunâtre à l'orangé avec de petites taches brun clair. Sa face ventrale est de la même teinte que le dos mais légèrement plus claire. La finesse de son corps et son habitat (les forêts atlantiques) suggèrent que cette espèce est essentiellement arboricole. C'est un serpent vivipare.

## Étymologie
Son nom d'espèce, du latin longus, « long, longue », et caudus, « queue », fait référence à la taille de sa queue.

## Publication originale
- Franco, Ferreira, Marques & Sazima, 2003 : A new species of hood-displaying Thamnodynastes (Serpentes: Colubridae) from the Atlantic forest in southeast Brazil. Zootaxa, no 334, p. 1-7 (texte intégral).